# آنگوروگو
آنگوروگو (به انگلیسی: Angurugu) شهرکی واقع در ایالت قلمرو شمالی در استرالیاست.